# Řasnaté tělísko
Řasnaté tělísko (corpus ciliare) je část střední vrstvy oční koule, která je uložená těsně za duhovkou. Má tvar mezikruží, do jehož vnitřního okraje je na vláknech závěsného aparátu připevněna oční čočka. Součástí řasnatého tělíska je také ciliární sval (musculus ciliaris), jehož stahy ovládají akomodaci čočky.